# Loxoblemmus angulatus
Loxoblemmus angulatus är en insektsart som beskrevs av Bei-bienko 1956. Loxoblemmus angulatus ingår i släktet Loxoblemmus och familjen syrsor. Inga underarter finns listade i Catalogue of Life.